# PF-Wert
In der Bodenkunde kennzeichnet der dimensionslose pF-Wert (p von Potenz, F von freier Energie des Wassers) die Energie, mit der das Bodenwasser entgegen der Schwerkraft in der Bodenmatrix gehalten wird. Je höher der pF-Wert, desto trockener der Boden bzw. desto geringer sein Wassergehalt.

## Definition
| pF-Wert | Bodenwasser- spannung in hPa | Bodenwasser- spannung in mWS | Bodenfeuchte |
| ------- | ---------------------------- | ---------------------------- | ------------ |
| 0       | −1 hPa = −100 hPa            | −0,01 mWS                    |              |
| 1       | −10 hPa = −101 hPa           | −0,1 mWS                     | nass         |
| 2       | −100 hPa = −102 hPa          | −1 mWS                       | feucht       |
| 3       | −1.000 hPa = −103 hPa        | −10 mWS                      | frisch       |
| 4       | −10.000 hPa = −104 hPa       | −100 mWS                     | trocken      |
| 5       | −100.000 hPa = −105 hPa      | −1000 mWS                    | dürr         |

Der pF-Wert ist definiert als dekadischer Logarithmus des Betrags der Bodenwasserspannung in Hektopascal (diese wird auch Saugspannung oder Matrixpotential {\displaystyle \psi _{\mathrm {m} }} genannt):
{\displaystyle \operatorname {p} F=\operatorname {log} _{10}\left|{\frac {\psi _{\mathrm {m} }}{\mathrm {hPa} }}\right|\;.}
Ist die Bodenwasserspannung als Druck nicht in Hektopascal angegeben, sondern
- in Meter Wassersäule (mWS)
- in Pascal (Pa) oder
- in der Geotechnik in kPa,

so muss sie zur Bestimmung des pF-Wertes erst in Hektopascal umgerechnet werden.
Unter hydrostatischen Verhältnissen entspricht der pF-Wert näherungsweise dem dekadischen Logarithmus des vertikalen Abstands zum Grundwasserspiegel in Zentimeter.

## Anwendungsbeispiele
- Im hydrostatischen Zustand entspricht ein Grundwasserstand von 60 cm unter der Bodenoberfläche einer Bodenwasserspannung an der Bodenoberfläche von −60 hPa und damit einem pF-Wert von 1,8.

- Die Feldkapazität von Böden liegt bei einem pF-Wert von pF≥1,8[1].

- Bei einem pF-Wert von 4,2 (entsprechend zirka 160 m Abstand zum Grundwasser) ist der permanente Welkepunkt PWP definiert; Sonnenblumen, Helianthus annuus, und Kiefern, Pinus sylvestris, können selbst bei guter Durchwurzelung dem Boden nicht mehr genug Wasser entziehen und welken irreversibel.

- Eine Bodenprobe im Gleichgewichtszustand bei 90 % relativer Luftfeuchte, d. h. so lange ausgetrocknet, bis sich der Wassergehalt des Bodens demjenigen der Luft angepasst hat, entspricht einem pF-Wert von 5.